# Starbright
| Recensione | Giudizio |
| ---------- | -------- |
| AllMusic   |          |

Starbright è un album discografico di Pat Martino, pubblicato dalla casa discografica Warner Bros. Records nell'aprile del 1976.

## Tracce

### LP
Lato A (S41, 266)
1. Starbright – 3:38 (musica: Pat Martino)
2. Eyes – 2:36 (musica: Joe D'Onofrio)
3. Law – 3:35 (musica: Pat Martino)
4. Fall – 2:04 (musica: Wayne Shorter)
5. Deeda – 3:43 (musica: Pat Martino)
6. Starbright Epilogue – 0:31 (musica: Pat Martino)

Lato B (S41, 267)
1. Masquerada – 2:53 (musica: Pat Martino)
2. Nefertiti – 2:51 (musica: Wayne Shorter)
3. Blue Macaw – 3:03 (musica: Pat Martino)
4. City Lights – 0:55 (musica: Gil Goldstein)
5. Prelude – 6:30 (musica: Pat Martino)
6. Epilogue – 1:00 (musica: Pat Martino)

## Formazione
- Pat Martino – chitarra, sintetizzatore
- Gil Goldstein – tastiere
- Warren Bernhardt – sintetizzatori
- Mike Mainieri – sintetizzatori
- Will Lee – basso
- Charles Collins – batteria
- Michael Carvin – batteria
- Alyrio Lima Cova – percussioni
- Marty Quinn – tablas
- Al Regni – flauto
- Joe D'Onofrio – violino

Note aggiuntive
- Ed Freeman – produttore
- Robert Devere – management
- Registrato e mixato al Media Sound di New York City, New York
- Mastering effettuato al Sterling Sound di New York
- Michael DeLugg – ingegnere delle registrazioni
- Alec Head e Ron St. Germain – assistenti ingegnere delle registrazioni
- Shig Ikeda – foto copertina album originale
- Pellegrini, Koestle & Gross Inc. – design copertina album originale[3]